# 仁川公設運動場野球場
仁川公設運動場野球場（インチョンこうせつうんどうじょうやきゅうじょう、인천공설운동장야구장）は、韓国の仁川広域市にあった野球場。略称は文鶴野球場が完成されるまでは仁川球場、その後は桃園（ドウォン）球場。

## 概要
1934年に完成、当初はスタンドはなかったが1964年にスタンドを築造した。1982年、韓国プロ野球が開幕すると、三美スーパースターズが本拠地として使用するようになった。その後球団名は三美から青宝ピントゥス、太平洋ドルフィンズ、現代ユニコーンズと変わったが1999年まで本拠地として使用し続けた。
しかし2000年、現代は将来のソウル移転を前提として本拠地をソウル近郊の水原に移転、代わって2000年からはこの年創団された新球団・SKワイバーンズが本拠地として使用した。2002年に文鶴野球場が完成するとSKは文鶴に移転した。
両翼91メートル、中堅110メートルと非常に狭く、また、球場内の設備も非常に劣悪で評判は良くなかった。現代が本拠地として使用していた当時、現代側は大規模改修を希望したが仁川市からの許可が下りなかった。この球場は周辺の再開発のため、2004年にスタンドが解体されプロ野球1軍の試合は行われなくなった。その後2006年からSKの2軍が本拠地として使用していたが、周囲を再開発して2014年アジア大会の会場としてサッカー場などの体育施設を建設することになり、2008年9月から撤去工事が開始された。2012年、「仁川サッカー競技場」が完成。

## 交通機関
- 韓国鉄道公社京仁線・桃源駅下車。